# Цагонара (Равена)
Цагонара је насеље у Италији у округу Равена, региону Емилија-Ромања.
Према процени из 2011. у насељу је живело 42 становника. Насеље се налази на надморској висини од 17 м.